# Groupe mouvant des Hyades

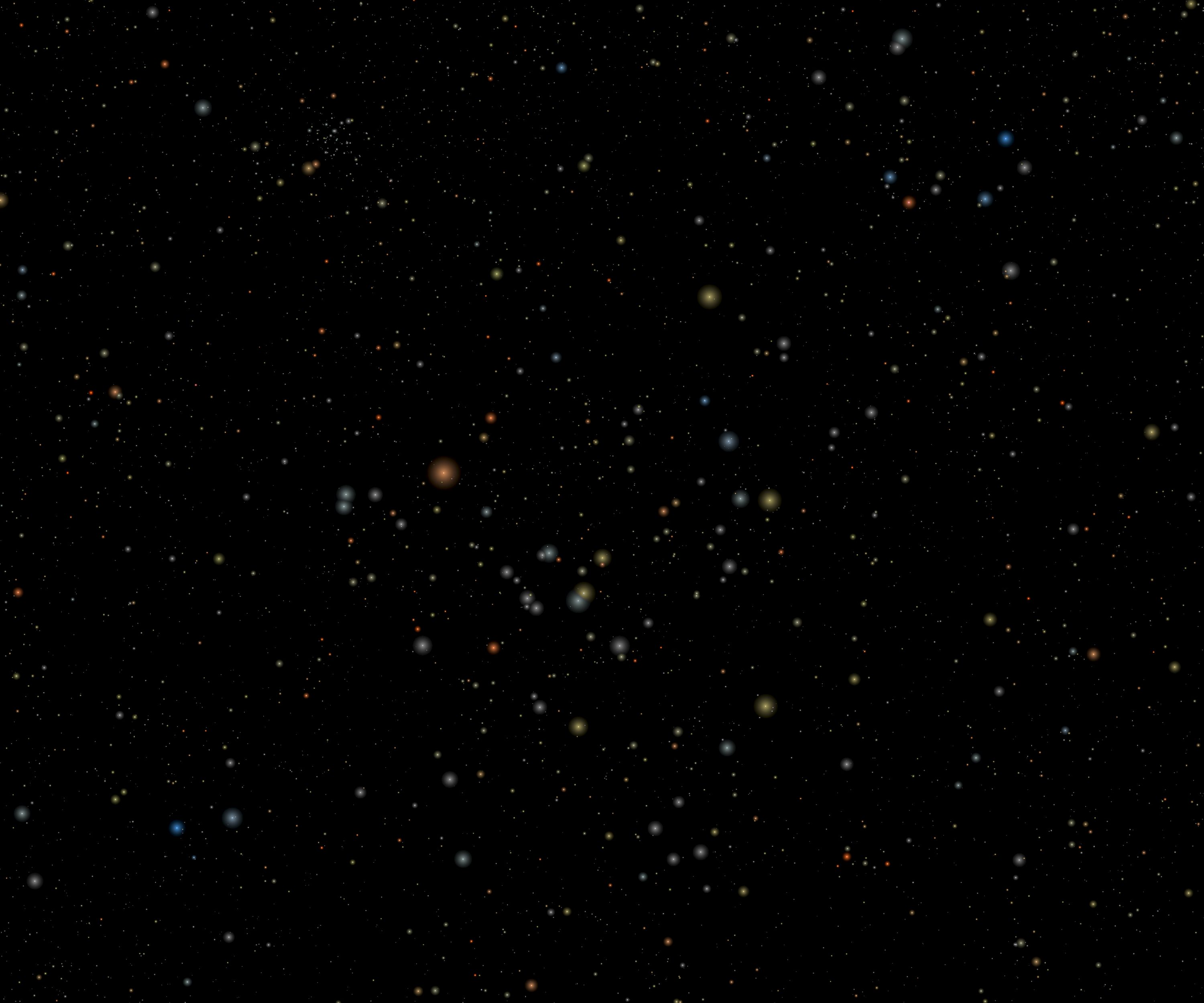
L'amas des Hyades.

Le groupe mouvant des Hyades (ou courant des Hyades), abrégé en HYA, est une grande association d'étoiles dispersées qui partagent une trajectoire similaire à l'amas des Hyades.
En 1869, Richard A. Proctor a remarqué que de nombreuses étoiles, pourtant situées à de grandes distances des Hyades, partagent un mouvement dans l'espace similaire à l'amas. Puis en 1908, Lewis Boss, après avoir compilé quasiment 25 années d'observation, a présenté des arguments permettant de confirmer l'observation de Proctor et affirmant l'existence d'un groupe d'étoiles qui se déplacent ensemble dans l'espace, qu'il nomme le « courant du Taureau » (en anglais Taurus Stream). Boss a publié un graphique qui retrace le mouvement des étoiles actuellement dispersées, qui remonte jusqu'à un unique point de convergence d'où elles sont originaires.
Le groupe est aujourd'hui généralement connu comme le courant ou le groupe mouvant des Hyades (Hyades Stream). Olin J. Eggen, qui supposait qu'il était le vestige d'un amas ouvert à l'origine bien plus massif et désormais en partie évaporé, a quant à lui utilisé le terme de « superamas des Hyades » (Hyades Supercluster).  
L'affirmation d'Eggen selon laquelle les groupes mouvants sont en fait les restes d'amas a été débattu dans la littérature scientifique. Il a été proposé que de tels phénomènes pourraient être le résultat d'autres mécanismes. B. Famaey et ses collègues ont ainsi montré qu'environ 85 % des étoiles du groupe mouvant des Hyades ne sont en fait pas liées à l'amas d'origine, en se basant sur des différences d'âge et de métallicité trop importantes entre les étoiles ; leur mouvement commun est plutôt attribué à l'action de la force de marée créée par la barre au centre de la Voie lactée. Parmi les membres restants du groupe mouvant des Hyades, l'étoile Iota Horologii, qui possède une exoplanète, a été proposée comme étant un membre qui s'est échappé de l'amas des Hyades primordial.